# 24 heures de science
24 heures de science' est un évènement québécois de science et technologie. Cet évènement a été créé en 2006 par l'organisme Science pour tous. 

## Description
Il s'agit d'une journée lors de laquelle des dizaines d'activités en Science et technologie sont organisées partout à travers le Québec. Cet évènement s'adresse à tous les publics. Généralement organisé début mai, il commence un vendredi à midi et se poursuit jusqu'au lendemain à midi. 
Au programme : animations, visites de laboratoires, conférences, bar des sciences, projections de films et documentaires, compétitions et défis scientifiques, etc. Les activités touchent une grande variété de disciplines scientifiques : biologie, santé, astronomie, sciences naturelles, génie, environnement, etc.
L'idée derrière cette grande manifestation est de favoriser les rencontres entre les chercheurs et le grand public, de stimuler l'intérêt général pour les sciences et technologies et de promouvoir les carrières scientifiques auprès des jeunes.

## Reconnaissances

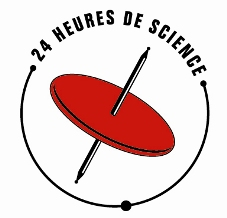
Logo de l'évènement.

- Depuis 2011, le 24 heures de science est reconnu officiellement par l'UNESCO.
- En 2010, l'évènement remporte le Prix pour la promotion des sciences du Conseil de recherche en sciences naturelles et en génie du Canada[3] (CRSNG).
- En 2011, le 24 heures de science remporte le Prix Innovation Relève TechnoScience de l'Association pour le développement de la recherche et de l'innovation du Québec (ADRIQ).

## Programmation 2013
La programmation de l'évènement est disponible sur le site Internet de l’évènement quelques semaines avant qu'il se tienne.
www.science24heures.com

## Les éditions

### Édition 2015
- - Thème: Lumière sur la science
  - Dates : 8 et 9 mai 2015
  - Porte-parole : Marie-Pier Elie, journaliste scientifique et Dominique Berteaux, Directeur du Groupe de recherche sur les environnements nordiques BORÉAS de l'Université du Québec à Rimouski.

### Édition 2014
- - Thème: Entre art et science, mon cœur balance
  - Dates : 9 et 10 mai 2014
  - Porte-parole : Marie-Pier Elie, journaliste scientifique et Dominique Berteaux, Directeur du Groupe de recherche sur les environnements nordiques BORÉAS de l'Université du Québec à Rimouski.

### Édition 2013
- - Thème : On compte sur la science !
  - Dates : 10 et 11 mai 2013
  - Porte-parole : Marie-Pier Elie, journaliste scientifique et Dominique Berteaux, Directeur du Groupe de recherche sur les environnements nordiques BORÉAS de l'Université du Québec à Rimouski.

### Édition 2012
- - Thème : À l'eau la science !
  - Dates : 11 et 12 mai 2012
  - Quelques chiffres : 308 activités présentées dans 55 villes réparties dans 16 régions du Québec. Plus de 30 000 personnes ont participé à l'évènement.
  - Porte-parole : Marie-Élaine Proulx, journaliste Télé Québec et Rouge fm et Dominique Berteaux, Directeur du Groupe de recherche sur les environnements nordiques BORÉAS de l'Université du Québec à Rimouski.

### Édition 2011
- - Thème : Portes ouvertes sur la Science[4]
  - Dates : 6 et 7 mai 2011
  - Quelques chiffres : 260 activités présentées dans 56 villes réparties dans les 17 régions du Québec. Plus de 20 000 personnes ont participé à l'évènement.
  - Porte-parole : Anne Charpentier, Directrice de l'Insectarium de Montréal et Dominique Berteaux, Directeur du Groupe de recherche sur les environnements nordiques BORÉAS de l'Université du Québec à Rimouski.

### Édition 2010
- - Thème : Au cœur de la Biodiversité[5]
  - Dates : 7 et 8 mai 2010
  - Quelques chiffres : 210 activités présentées dans 48 villes québécoises réparties dans 15 régions. Environ 16 000 personnes ont participé à l'évènement.
  - Porte-parole : Anne Charpentier, Directrice de l'Insectarium de Montréal et Dominique Berteaux, Directeur du Groupe de recherche sur les environnements nordiques BORÉAS de l'Université du Québec à Rimouski.

### Édition 2009
- - Thème : Quand la science change le monde[6]
  - Dates : 8 et 9 mai 2009
  - Quelques chiffres : 165 activités présentées  dans 38 villes québécoises de 14 régions administratives. Près de 6 800 personnes ont participé à l'évènement.
  - Porte-parole : Boucar Diouf, humoriste et océanographe.

### Édition 2008
- - Thème : Regardez bien[7]
  - Dates : 9 et 10 mai 2008
  - Quelques chiffres : 150 activités présentées. Environ 6 500 personnes ont participé à l'évènement.
  - Porte-parole : Boucar Diouf, humoriste et océanographe.

### Édition 2007
- - Thème : Science et créativité[8]
  - Dates : 10 et 11 mai 2007
  - Quelques chiffres : 120 activités présentées. Près de 6 000 personnes ont participé à l'évènement.

### Édition 2006
- - Thème : Science et créativité[9]
  - Dates : 12 et 13 mai 2006
  - Quelques chiffres : 85 activités présentées. Environ 4 500 personnes ont participé à l'évènement.

## Origines de l'évènement
L'idée de créer le 24 heures de science a émergé au printemps 2004 dans le cadre du 5e colloque de Science pour tous, dont le thème principal était : La science en chantier et en concertation. Un groupe de travail était alors à la recherche d'un projet mobilisateur pour les organismes en culture scientifique et technologique. À l'automne 2005, à la suite d'un sondage mené auprès du réseau de Science pour tous, la 1re édition était lancée.